# 다니엘 바우티스타
다니엘 바우티스타 로차(스페인어: Daniel Bautista Rocha, 1952년 8월 4일 ~ )는 멕시코의 전직 육상 선수이다.
산 루이스 포토시주 엘 살라도에서 태어났다. 자신의 상대적으로 짧은 선수 경력에서 바우티스타는 트랙 뿐만 아니라 경보 종목에도 참가했다.
그는 1975년 멕시코시티에서 열린 팬아메리칸 게임 20km 경보에서 우승할 때 국제적인 관심을 받았다.
이듬해 몬트리올 올림픽에 참가하여 은메달을 딴 한스게오르크 라이만과 동메달을 딴 전직 올림픽 챔피언 페터 프렝켈을 제치고 금메달을 획득하였다.
다음 몇년 동안에 바우티스타는 다른 거리에서 수년동안 전성기를 맞이했을 뿐만 아니라, 20km 경보에서 세계 신기록을 세웠다.
그는 1980년 모스크바 올림픽때 1800m 결승에서 실격 처리되었다. 그는 50km를 출발했지만 30km 이후에 멈춰야했다.
그 후에 바우티스타는 선수 생활을 마감했다.

## 참조
- sports-reference